# Kompleksy arenowe
Kompleksy arenowe – to związki metaloorganiczne, z grupy π-kompleksów, w których występują wiązania powstałe na skutek nałożenia się orbitali π ligandu aromatycznego (arenowego) z orbitalami d metalu przejściowego. W ramach chemii metaloorganicznej związki, w których występują ligandy arenowe, ale przyłączone do metalu centralnego zwykłymi wiązaniami σ nie zalicza się do kompleksów arenowych lecz do kompleksów alkilowych.

## Otrzymywanie
Synteza kompleksów arenowych jest trudniejsza od syntezy analogicznych kompleksów cylkopentadienylowych. Sandwichowe kompleksy arenowe – będące odpowiednikami metalocenów można w zasadzie otrzymywać tylko w bezpośredniej reakcji zgazowanych metali z oparami związków aromatycznych w wysokiej temperaturze:
Kompleksy półsandwichowe – można otrzymać w wyniki wymiany ligandów:
lub przez redukcję odpowiednich dienów cyklicznych:
Kompleksy arylowe typu "bent" – tzn. z dwoma ligandami arenowymi przesuniętymi "do tyłu" i dwoma innymi ligandami:
nie zostały jak dotąd otrzymane. Uważa się, że ich otrzymanie jest niemożliwe ze względu na zbyt duże rozmiary ligandów arenowych, które nie są w stanie pomieścić się obok siebie w takim układzie przestrzennym.

## Zastosowania i własności
Kompleksy arenowe przypominają swoim własnościami kompleksy cyklopentadienylowe. Są one π-kompleksami, które powstają na skutek nakładania się zdelokalizowanych orbitali π ligandu z orbitalami d metalu centralnego – dając złożony, zdelokalizowany układ połączeń, w których każdy z ligandów arenowych jest donorem tylu elektronów ile atomów węgla liczy ich układ cykliczny (zwykle 6). Pojedyncze wiązania między poszczególnymi atomami węgla a metalem centralnym są bardzo słabe – znacznie słabsze niż np. analogiczne wiązania w kompleksach alkenowych – ale ze względu na to, że występuje ich aż 6 cała struktura jest bardzo stabilna. Moc wiązań ligandów arenowych jest jednak mniejsza od mocy wiązań ligandów cyklopentadienylowych, gdyż nie występują tu dodatkowe oddziaływania elektrostatyczne, które wzmacniają wiązanie metali z ligandami cyklopentadienylowymi.
Jako ligandy modyfikujące aktywność katalityczną związków metaloorganicznych, analogicznie do ligandów cyklopentadienylowych są one rzadko stosowane gdyż:
- trudniej jest je otrzymać
- ligand arenowe mają gorszy efekt stabilizujący
- nie można otrzymać kompleksów typu "bent" – które są na ogół najbardziej efektywnymi katalizatorami
- nie występuje w nich efekt "poślizgu" ligandu – który również jest często przydatny w katalizie w przypadku ligandów cyklopentadienylowych.

Czasami jednak ligandy arenowe są stosowane w katalizatorach,  gdy do uzyskania stabilnego związku bardzo potrzebny jest ligand dostarczający do układu dokładnie 6 elektronów (cyklopentadienylowy dostarcza maksymalnie 5).
Przyłączanie metali do arenów przez wiązanie π-d przydaje się jednak do ułatwiania wbudowywania grup do samych arenów, gdyż metal "uczula" je na atak nukleofilowy umożliwiając zajście wielu reakcji, które inaczej nie byłyby możliwe. Np:
Polimeryczne kompleksy arenowe tzw. "multidecker" – znalazły zastosowanie jako materiały przewodzące prąd elektryczny – tzw. druty molekularne: